# Pausarius (Isiskult)
Ein Pausarius (Plural: Pausarii, auch Pausarii Isidis) war ein Angehöriger des Kultpersonals der Göttin Isis in der römischen Kaiserzeit.
Als Träger von Götterbildern begleiteten die Pausarii Prozessionen anlässlich von Festen der Isis. Bei Kapellen zu Ehren ägyptischer Gottheiten wurde der Umzug zur Abhaltung religiöser Zeremonien unterbrochen, wobei sich die Träger ausruhen konnten. Diese Pausen (lateinisch pausae) führten zu ihrem Namen.
Der Begriff ist einzig durch zwei Inschriften bezeugt, die belegen, dass die  Pausarii vereinsmäßig in einer corporatio oder in einem collegium organisiert waren.
Die großteils fiktive spätantike Historia Augusta berichtet von Kaiser Commodus, dass er sich solchem Kultpersonal bei einer Prozession zu Ehren der Isis angeschlossen habe. Auch soll es nach der Historia Augusta ein Mosaik gegeben haben, das Pescennius Niger bei einer solchen Zeremonie darstellte.
Den Pausarii vergleichbar sind andere organisierte Gruppen von Kultpersonal, die heilige Gegenstände trugen, wie beispielsweise die Dendrophori beim Kult der Kybele, die Hastiferi oder die Pastophori.
Bei den Stiftern dreier Weihungen an den Genius der Pausarii aus dem Heiligtum der Isis und Magna Mater in Mainz handelt es sich nicht um dieses Kultpersonal der Isis, sondern, da sie militärischen Decurien zugeteilt waren und eine Veteranenabteilung genannt wird, um Stifter, die das gleichlautende Amt des Rudermeisters (Pausarius) in der römischen Rheinflotte innehatten.